# Carlo Vivari
Carlo Vivari est un écrivain français de littérature érotique.